# Cheilothela jaegeri
Cheilothela jaegeri är en bladmossart som beskrevs av Maurice Bizot 1976. Cheilothela jaegeri ingår i släktet Cheilothela och familjen Ditrichaceae. Inga underarter finns listade i Catalogue of Life.